# WinHEC

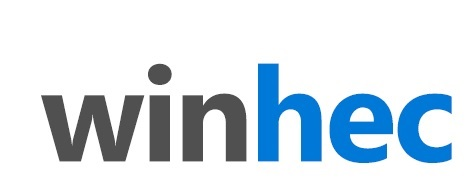

Windows硬體工程研討會（英語：Windows Hardware Engineering Conference, 简称WinHEC）是由微軟公司舉辦的年度性研討會，研討內容主要是微軟Windows作業系統相容硬體的研發、設計技術，與TechEd和PDC並称為微軟三大年度研討會。

## 活動
2006年5月23日－2006年5月25日，為期三天，在美國華盛頓州西雅圖市的「華盛頓州立會議與貿易中心」（Washington State Convention and Trade Center）舉行，與會人數約3,500人。
- 微軟公司發表Windows Vista、Windows Server "Longhorn"、Office 2007等軟體的外部測試第二版（beta 2）
- 自由軟體基金會的人士至WinHEC研討會場外表達抗議，来自Defective by Design组织的抗議者身穿黃色的化學防護衣、手持小冊子，解釋著微軟軟體的開發撰寫手法、程序並不光明，他們对微軟軟體中的數位版權管理技術严重剥夺用户自由而表示强烈抗议。[1]

2015年3月18日至19日，WinHEC在中国深圳召开。

## 外部連結
- WinHEC官方網站 （页面存档备份，存于）
- WinHEC 2006繼續期待Vista